# سوزی تایرل
سوزی تایرل (انگلیسی: Soozie Tyrell؛ زادهٔ ۴ مهٔ ۱۹۵۷) موسیقی‌دان اهل ایالات متحده آمریکا است.